# Kaira conica
Kaira conica là một loài nhện trong họ Araneidae.
Loài này thuộc chi Kaira. Kaira conica được miêu tả năm 1948 bởi Gerschman & Schiapelli.